# Pterygota macrocarpa
Pterygota macrocarpa är en malvaväxtart som beskrevs av Karl Moritz Schumann. Pterygota macrocarpa ingår i släktet Pterygota och familjen malvaväxter. Inga underarter finns listade i Catalogue of Life.